# Nyctimene cyclotis
Nyctimene cyclotis är en däggdjursart som beskrevs av K. Andersen 1910. Nyctimene cyclotis ingår i släktet Nyctimene och familjen flyghundar. IUCN kategoriserar arten globalt som otillräckligt studerad. Inga underarter finns listade.
Denna flyghund förekommer på Fågelhuvudhalvön på Nya Guinea samt på ön Mansuar lite västerut. Arten vistas i låglandet och i medelhöga bergstrakter. Habitatet utgörs av olika slags skogar och av trädgårdar.